# سنگ‌نگاره شاپور یکم در نقش رجب

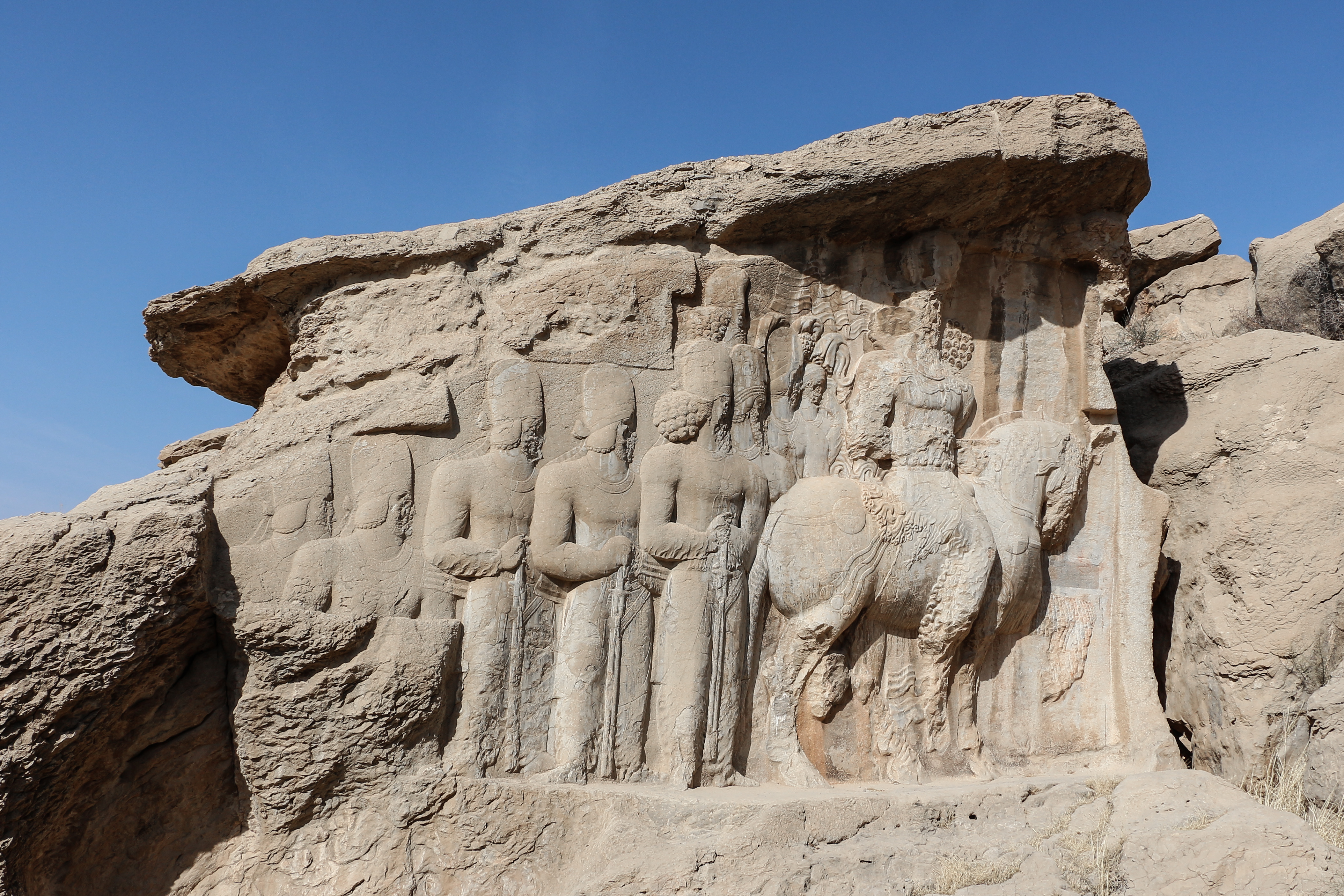
نقش رجب، شاپور یکم و همراهان او

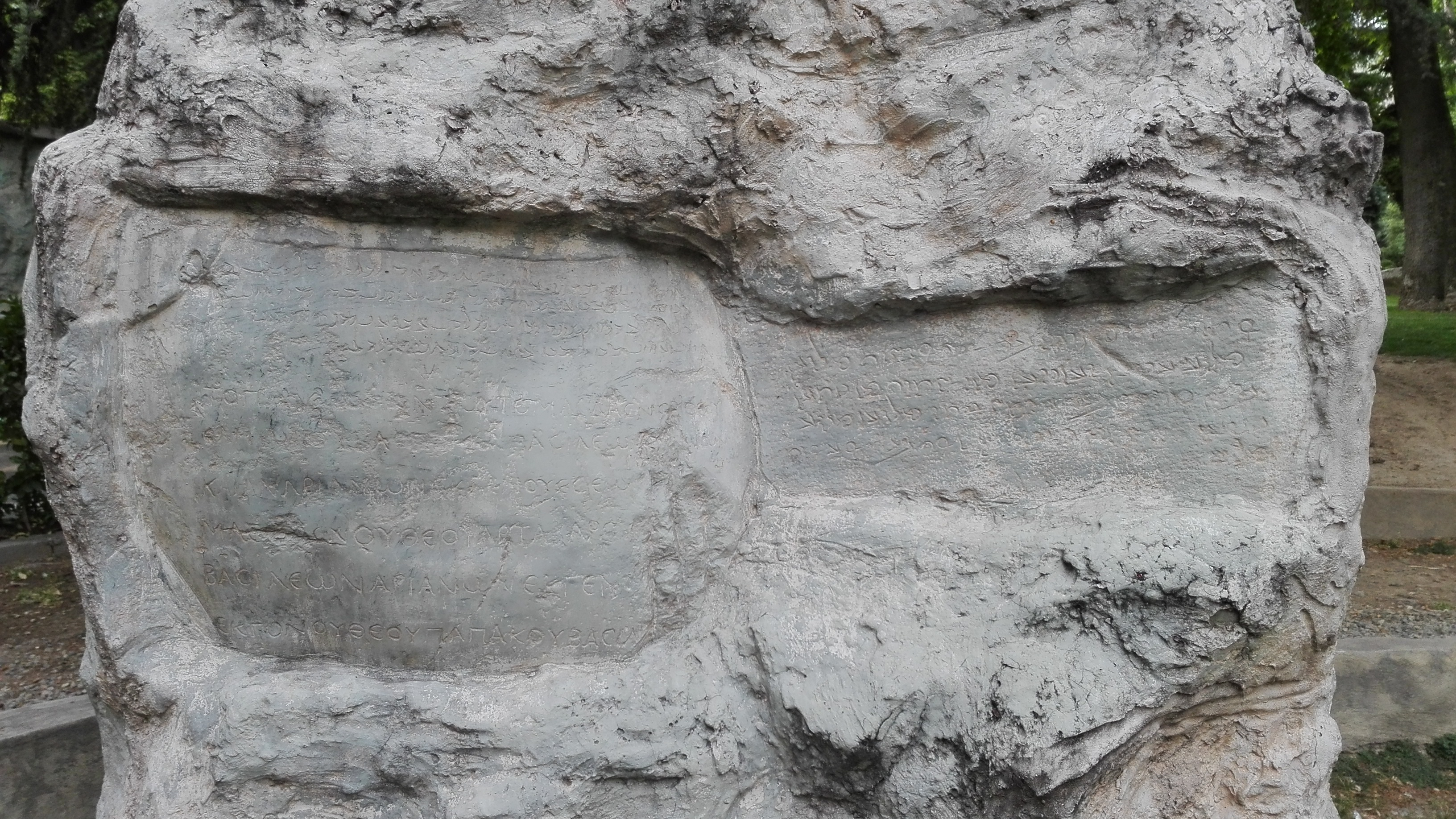
کپی سنگ‌نوشته

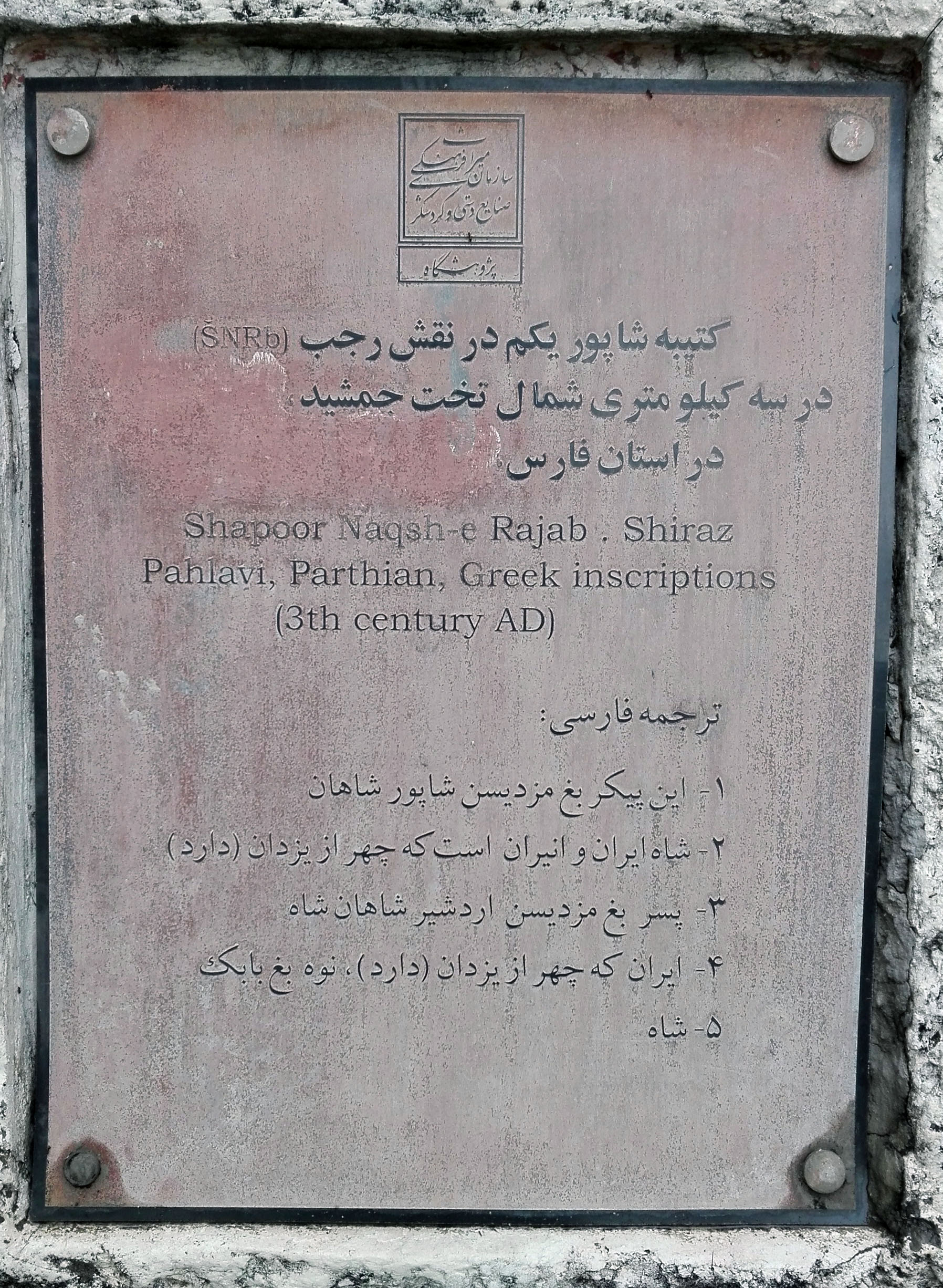
ترجمه

نقش‌برجسته شاپور یکم در نقش رجب واقع در  ۳ کیلومتری شمال تخت جمشید است.
در نقش رجب نقشی از شاپور یکم و همراهان او همراه با سنگ‌نوشته‌ای شامل  نام و عنوان و نسب شاه به سه زبان وجود دارد. تحریر پارتی و یونانی بر روی شانهٔ شاه کنده شده‌است. تحریر پهلوی ۵ سطر (سطر پنجم فقط یک کلمه دارد) و تحریر پارتی ۴ سطر و تحریر یونانی ۶ سطر دارد.